# Xã Randolph, Quận Tippecanoe, Indiana
Xã Randolph (tiếng Anh: Randolph Township) là một xã thuộc quận Tippecanoe, tiểu bang Indiana, Hoa Kỳ. Năm 2010, dân số của xã này là 931 người.